# Laurent Négro
Pour les articles homonymes, voir Négro.
Laurent Negro (né le 23 décembre 1926 et mort le 28 décembre 1996 à Gourdon) est le PDG fondateur de Bis, devenu VediorBis, société française de travail temporaire.

## Biographie

### Fondation et direction générale de Bis
Laurent Negro s'inspire d'un voyage aux États-Unis, où le travail temporaire est largement employé, pour créer le premier groupe de travail temporaire. Il fonde le 15 mars 1954 la société Bis (au départ « Bureau international de secrétariat » puis « Bureau industries services »).
Huit mois après sa création, Bis emploie 80 secrétaires intérimaires. En 1980, il compte plus de 2 000 collaborateurs.
En 1995, un an avant la mort de son fondateur, Bis voit son chiffre d'affaires atteindre 9,1 milliards de francs français et ses bénéfices dépasser les 200 millions de francs. Bis emploie alors 4 800 salariés et s'appuie un réseau de 500 agences.
Selon Le Nouvel Observateur, Laurent Négro faisait partie dans les années 1970 des 100 personnes les plus riches de France. Toutefois peu d'informations sur sa fortune personnelle sont divulguées.[citation nécessaire]

### Vie personnelle
Grand amateur d’art et d’histoire, Laurent Négro était propriétaire du château de Gourdon, château médiéval sur les hauteurs de Grasse, dans les Alpes-Maritimes. Sa mère y avait été cuisinière et il était lui-même né au château.
Il était très ami avec le peintre Jules Tristani (1913-1993) ; en tant que mécène il finance certaines de ses expositions et fait l'acquisition de quelques œuvres dont l'une figure dans les couloirs du siège social de la société Bis. Il s'agit de La strada, représentation d'une célèbre scène du film éponyme de Fellini.